# Eupithecia mediobrunnea
Eupithecia mediobrunnea là một loài bướm đêm trong họ Geometridae.